# Luchy Núñez
Luchy Núñez (Tarragona, novembre de 1944) és una escriptora catalana en llengua castellana.
Pertany a una família militar. Llicenciada en filologia hispànica en 1982 per la Universitat Rovira i Virgil. Hi ha col·laborat amb la seva revista Salinas. Ha treballat molts anys com a funcionària de la Diputació de Tarragona i ha escrit articles al Diari de Tarragona des de 1964. Des del 2007 es dedica plenament a la literatura. El 1982 va obtenir el Premi Ateneo de Sevilla pel seu poemari Doña Pura A.A. i el 1983 va participar en el Premi Planeta, però no va arribar a la final. En 1991 va obtenir el Premi Internacional de Narracions Juan Rulfo, el 1998 el Premi de Literatura Juvenil Gran Angular i el 2001 el doble accèssit al Premi Lazarillo per ¿Quién dijo viejo?. El 1991 va obtenir el Premi César González-Ruano per l'article Matar a un niño sobre un atemptat d'ETA en la que va morir el nen Fabio Moreno, publicat al Diari de Tarragona. El 2003 va rebre el premi Everest per Esa extraña vergüenza sobre els abusos sexuals i el Premi José maría Peman per l'article "Haga algo, por favor" sobre la indigència.

## Obres
- Paseos (1979)
- Doña Pura A.A. (poemes, 1982) Premi Ateneo de Sevilla
- Abre la boca (1983)
- Elongación de la rotura (1986)
- Tiemblo al hombre (1990) Premi Ciudad de la Laguna
- Jefes, jefecillos y otros animalillos (1996)
- No es tan fácil saltarse un examen (1999)
- No podéis hacerme daño (2009)
- ¿Quién dijo viejo? (2005)
- El cuartel (2004)
- Esa extraña vergüenza (2004)
- Venid al filo (2004)